# Temporada 1977 del Campeonato del Mundo de Motociclismo
La temporada de 1977 del Campeonato del Mundo de Motociclismo fue la 29.º edición del Campeonato Mundial de Motociclismo.

## Desarrollo y resultados
Suzuki vio un fuerte desafío de Yamaha para obtener su segunda corona consecutiva de 500 cc. Ángel Nieto logró el tercer título consecutivo de 50 cc seguidos a bordo de una Bultaco mientras que Morbidelli ganaría un impresionante doble campeonato mundial en las categorías de 125 cc y 250 cc. Pier Paolo Bianchi defendió con éxito su título de 125 cc, mientras que su compatriota Mario Lega obtuvo el campeonato de 250 cc para la pequeña empresa italiana. La corona de 350 cc fue para Takazumi Katayama con un Yamaha especial de tres cilindros construida en Holanda, lo que lo convirtió en el primer campeón del mundo japonés. Barry Sheene se convirtió con dos títulos principales consecutivos, ganado a dos estadounidenses, Steve Baker y Pat Hennen.
La temporada se vio empañada por numerosos accidentes mortales, que incluyeron una terrible caída en el GP de Austria que se cobró la vida del piloto suizo Hans Stadelmann e hirió gravemente a Johnny Cecotto, Patrick Fernandez, Dieter Braun y Franco Uncini. El accidente provocó una huelga de pilotos en la categoría 500, aunque los organizadores continuaron con Jack Findlay ganando en una lista reducida de competidores. Braun decidió acabar su carrera después de no recuperarse de sus lesiones.
Además de este incidente, el Gran Premio de Yugoslavia en el infame Circuito de Opatija también estuvo afectada por la tragedia. Después de haber sido emitido un ultimátum por la FIM, los organizadores de la carrera de Yugoslavia no tomaron medidas para mejorar la seguridad del circuito, que era evidente en diferentes partes del recorrido, incluyendo paredes de roca sólida y descensos empinados y apenas protegidos. El evento fue un desastre para el piloto italiano, Giovanni Ziggiotto, que se estrelló en los entrenamientos de la carrera de 250cc cuando el motor de su motocicleta se detuvo y fue impactado por detrás por Per Edward Carlson. Murió 4 días después en un hospital. Durante la carrera de 50 cc, Ulrich Graf se estrelló contra un muro después de que su moto pinchara. Sufrió diversas heridas y murió días después en el hospital. El Circuito de Opatija nunca volvió a ser escenario de un Gran Premio del Mundial y la carrera se trasladó al Rijeka, que se usó como circuito permanente.
A pesar de terminar segundo en el campeonato de 500 cc y ganar el título Fórmula 750, Baker sería despedido por Yamaha a finales de año. Giacomo Agostini se retiraría esta temporada, terminando con el récord absoluto de 122 victorias y 15 títulos mundiales.

## Calendario y resultados
| Ronda | Fecha        | Gran Premio                     | Circuito     | Ganador 50cc       | Ganador 125cc      | Ganador 250cc     | Ganador 350cc      | Ganador 500cc  |
| ----- | ------------ | ------------------------------- | ------------ | ------------------ | ------------------ | ----------------- | ------------------ | -------------- |
| 1     | 20 de marzo  | Gran Premio de Venezuela        | San Carlos   |                    | Ángel Nieto        | Walter Villa      | Johnny Cecotto     | Barry Sheene   |
| 2     | 1 de mayo    | Gran Premio de Austria          | Salzburgring |                    | Eugenio Lazzarini  |                   | Carrera suspendida | Jack Findlay   |
| 3     | 8 de mayo    | Gran Premio de Alemania         | Hockenheim   | Herbert Rittberger | Pier Paolo Bianchi | Christian Sarron  | Takazumi Katayama  | Barry Sheene   |
| 4     | 15 de mayo   | Gran Premio de las Naciones     | Imola        | Eugenio Lazzarini  | Pier Paolo Bianchi | Franco Uncini     | Alan North         | Barry Sheene   |
| 5     | 22 de mayo   | Gran Premio de España           | Jarama       | Ángel Nieto        | Pier Paolo Bianchi | Takazumi Katayama | Michel Rougerie    |                |
| 6     | 29 de mayo   | Gran Premio de Francia          | Paul Ricard  |                    | Pier Paolo Bianchi | Jon Ekerold       | Takazumi Katayama  | Barry Sheene   |
| 7     | 19 de junio  | Gran Premio de Yugoslavia       | Opatija      | Ángel Nieto        | Pier Paolo Bianchi | Mario Lega        | Takazumi Katayama  |                |
| 8     | 25 de junio  | Gran Premio de los Países Bajos | Assen        | Ángel Nieto        | Ángel Nieto        | Mick Grant        | Kork Ballington    | Wil Hartog     |
| 9     | 3 de julio   | Gran Premio de Bélgica          | Spa          | Eugenio Lazzarini  | Pier Paolo Bianchi | Walter Villa      |                    | Barry Sheene   |
| 10    | 24 de julio  | Gran Premio de Suecia           | Anderstorp   | Ricardo Tormo      | Ángel Nieto        | Mick Grant        | Takazumi Katayama  | Barry Sheene   |
| 11    | 31 de julio  | Gran Premio de Finlandia        | Imatra       |                    | Pier Paolo Bianchi | Walter Villa      | Takazumi Katayama  | Johnny Cecotto |
| 12    | 7 de agosto  | Gran Premio de Checoslovaquia   | Brno         |                    |                    | Franco Uncini     | Johnny Cecotto     | Johnny Cecotto |
| 13    | 14 de agosto | Gran Premio de Gran Bretaña     | Silverstone  |                    | Pierluigi Conforti | Kork Ballington   | Kork Ballington    | Pat Hennen     |